# Inside Black Sabbath - 1970-1992
Inside Black Sabbath - 1970-1992 è un video live dei Black Sabbath.
Esso offre uno spaccato completo della carriera del gruppo, attraverso vari brani live suonati dal 1970 al 1992.

## Tracce
1. Black Sabbath
2. NIB
3. Behind the Wall of Sleep
4. Paranoid
5. Hand of Doom
6. Children of the Grave
7. Snowblind
8. Symptom of the Universe
9. Sabbath Bloody Sabbath
10. It's Alright
11. Hard Road
12. Neon Knights
13. Die Young
14. Headless Cross
15. Anno Mundi
16. Into the Void
17. Mob Rules
18. Children of the Grave